# Oleg Tieriochin
Oleg Iwanowicz Tieriochin, ros. Олег Иванович Терёхин (ur. 12 sierpnia 1970 w Engelsie w obwodzie saratowskim, Rosyjska FSRR) – rosyjski piłkarz, grający na pozycji napastnika, reprezentant Rosji, trener piłkarski.

## Kariera piłkarska

### Kariera klubowa
Wychowanek klubu Motor Engels. Pierwszy trener A.M. Bogdanow. W 1987 rozpoczął karierę piłkarską w miejscowej drużynie Awtomobilist Engels. Trener przydzielił go do linii środkowej, jednak Oleg wolał grać na pozycji napastnika. Dlatego w 1989 przeniósł się do Nowatora Mariupol, skąd w następnym roku przeszedł do Sokoła Saratów. W 1995 został zaproszony do Dynama Moskwa, w barwach którego debiutował w Wysszej Lidze. W 2000 przeniósł się do Lokomotiwu Moskwa. Potem bronił barw klubów Kubań Krasnodar, Czernomoriec Noworosyjsk i Terek Grozny. W sierpniu 2005 zasilił skład Dinama Krasnodar. W 2006 występował w pierwszoligowej drużynie Salut-Eniergija Biełgorod. W 2007 zakończył karierę piłkarską w amatorskim zespole Stawros Witiaziewo.

### Kariera reprezentacyjna
23 września 1998 debiutował w narodowej reprezentacji Rosji, w meczu z Hiszpanią.

## Kariera trenerska
Po zakończeniu kariery piłkarskiej rozpoczął pracę trenerską. Od maja 2007 do kwietnia 2010 pracował w klubie Kubań Krasnodar na stanowiskach skauta, asystenta głównego trenera oraz dyrektora oddziału selekcji Kubani. 5 lipca 2011 objął stanowisko trenera skauta w klubie Terek Grozny.

## Sukcesy i odznaczenia

### Sukcesy klubowe
- wicemistrz Rosji: 2000
- brązowy medal Mistrzostw Rosji: 1997
- zdobywca Pucharu Rosji: 2000, 2001, 2004
- mistrz Rosyjskiej Pierwszej Dywizji: 2004
- mistrz Kraju Krasnodarskiego: 2005

### Sukcesy indywidualne
- wybrany do listy 33 najlepszych piłkarzy roku w Rosji: Nr 1 (1997, 1998), Nr 3 (1999)
- król strzelców Rosyjskiej Pierwszej Dywizji: 1992
- najlepszy strzelec Dinama Moskwa w mistrzostwach Rosji: 67 goli
- rekordzista klubu Sokoł Saratów w ilości strzelonych bramek w sezonie: 29 goli
- członek Klubu Grigorija Fiedotowa: 105 goli
- członek Klubu 100 rosyjskich strzelców: 110 goli

### Odznaczenia
- tytuł Mistrza Sportu Rosji